# Jairo Monteiro da Cunha Magalhães
Jairo Monteiro da Cunha Magalhães (Serro, 11 de setembro de 1929), é um político brasileiro do estado de Minas Gerais. 
Filho de Plínio Monteiro de Magalhães e de Maria José Dayrell da Cunha Magalhães; seu avô, Teotônio Pereira de Magalhães e Castro, foi abolicionista durante o Império e deputado federal por Minas Gerais entre 1894 e 1899. É primo de José Maria Magalhães, deputado federal de 1967 a 1969 e de 1983 a 1987.
Foi deputado estadual em Minas Gerais, durante o período de 1967 a 1975 (5ª e 6ª legislaturas), respectivamente pelo PSD e pela ARENA.
Foi também Secretário Adjunto de Estado da Justiça e Representante do Conselho Estadual dos Direitos da Criança e do Adolescente.
Deputado federal eleito em dezembro de 1970, deixou a Assembleia Legislativa estadual em 1971.  Reelegeu-se em 1974, mudou para o PDS em 1979. Em 1992, foi novamente eleito. Ausentou-se da votação da Emenda Dante de Oliveira em 1984 que propunha Eleições Diretas para Presidência da República, faltaram vinte e dois votos para a emenda ser aprovada.